# 22-га окрема бригада НГ (Україна)
22-га окрема бригада з охорони дипломатичних представництв і консульських установ іноземних держав "Київська Русь" (22 ОБр ОДПіКУ, в/ч 2260) — підрозділ Національної гвардії України, що підпорядкований безпосередньо Головному управлінню. Дислокується в місті Києві.

## Історія
Оскільки Національна гвардія на початку 90-х років позиціонувалась «обличчям» збройних сил незалежної України, на її підрозділи покладалось завдання з охорони дипломатичних та консульських представництв іноземних держав. 
Наказом командувача НГУ від 22 червня 1992 року в складі 1-ї Київської дивізії НГУ був сформований батальйон з охорони дипломатичних і консульських представництв іноземних держав, в цей же день батальйон взяв під охорону резиденцію надзвичайного і повноважного посла США в Україні пана Романа Попадюка.
У зв'язку зі зростанням кількості охоронюваних об'єктів наказом командувача НГУ з 1 липня 1995 року батальйон був розгорнутий в 22-гу окрему бригаду НГУ з охорони дипломатичних і консульських представництв іноземних держав (в/ч 2260), підпорядковану командуванню 1-ї дивізії лише в оперативному відношенні. Крім підрозділів, що виконували безпосередньо охоронні функції, включала в себе школу прапорщиків.
В 2000 році в ході розформування Національної гвардії України бригада на правах з'єднання прямого підпорядкування була передана до складу Внутрішніх військ МВС України.
Згідно з наказом Командувача внутрішніх військ у 2012 році бригаду було передано до складу Північного територіального Київського командування.

### Війна на сході України
В 2014 році бригада увійшла до складу наново створеної Національної гвардії України знову ж таки у якості бригади прямого підпорядкування.
Військовослужбовці роти охорони спеціального призначення з першого дня проведення АТО брали участь у виконанні бойових завдань на сході України. Великий обсяг завдань виконували екіпажі БТР-80, які перебували на озброєнні роти — вони систематично забезпечували транспортування та бойову роботу бійців ЦСО А СБУ та загонів спеціального призначення НГУ. 
Військовослужбовці роти брали безпосередню участь у несенні служби на блокпостах (в тому числі в оперативному оточенні), в активних наступальних діях (з 3 червня 2014 року) та в проведенні оперативно-профілактичних та фільтраційних заходів після стабілізації лінії фронту.

### Російське вторгнення в Україну (2022)
З березня 2022 року особовий склад бригади виконував бойові (спеціальні) завдання в районі н.п. Мощун Київської області. Крім того, військовослужбовці виконували завдання на блокпостах спільно з підрозділами територіальної оборони у секторі внутрішнього рубежу оборони Києва.  
29 вересня 2023 року Указом Президента 22 окремій бригаді Національної гвардії України, враховуючи бойові заслуги, мужність, зразкове виконання покладених завдань, високий професіоналізм особового складу, було присвоєно почесне найменування "Київська Русь". 

## Завдання
Охорона дипломатичних представництв і консульських установ іноземних держав та їх персоналу, а також органів державної влади від вторгнень, заподіяння шкоди та запобігання порушенню спокою чи образи їхньої гідності.  
Нині військовослужбовці 22-ї окремої бригади з охорони дипломатичних представництв і консульських установ іноземних держав забезпечують недоторканність близько 100 об'єктів дипломатичного призначення (посольств, консульських установ, резиденцій, міжнародних організацій) та органів державної влади, розташованих у Києві. 

## Структура
- 1-й батальйон охорони
- 2-й батальйон охорони
- 3-й батальйон охорони
- рота охорони на автомобілях
- спеціальна комендатура (з охорони Інституту ядерних досліджень НАН України)
- рота охорони спеціального призначення[3]
- вузол зв'язку
- оркестр[4]

## Командування
- полковник Масний Максим Едуардович